# Stenocercus ornatissimus
Stenocercus ornatissimus — вид ігуаноподібних ящірок родини Tropiduridae. Ендемік Перу.

## Поширення і екологія
Stenocercus ornatissimus мешкають в горах Західного хребта Перуанських Анд, в регіоні Ліма. Вони живуть в сухих чагарникових заростях в регіоні Серранія-Естепарія, трапляються на полях. Зустрічаються на висоті від 1000 до 3400 м над рівнем моря.

## Збереження
МСОП класифікує стан збереження цього виду як близький до загрозливого. Stenocercus ornatissimus загрожує знищення природного середовища.